# Hekabe

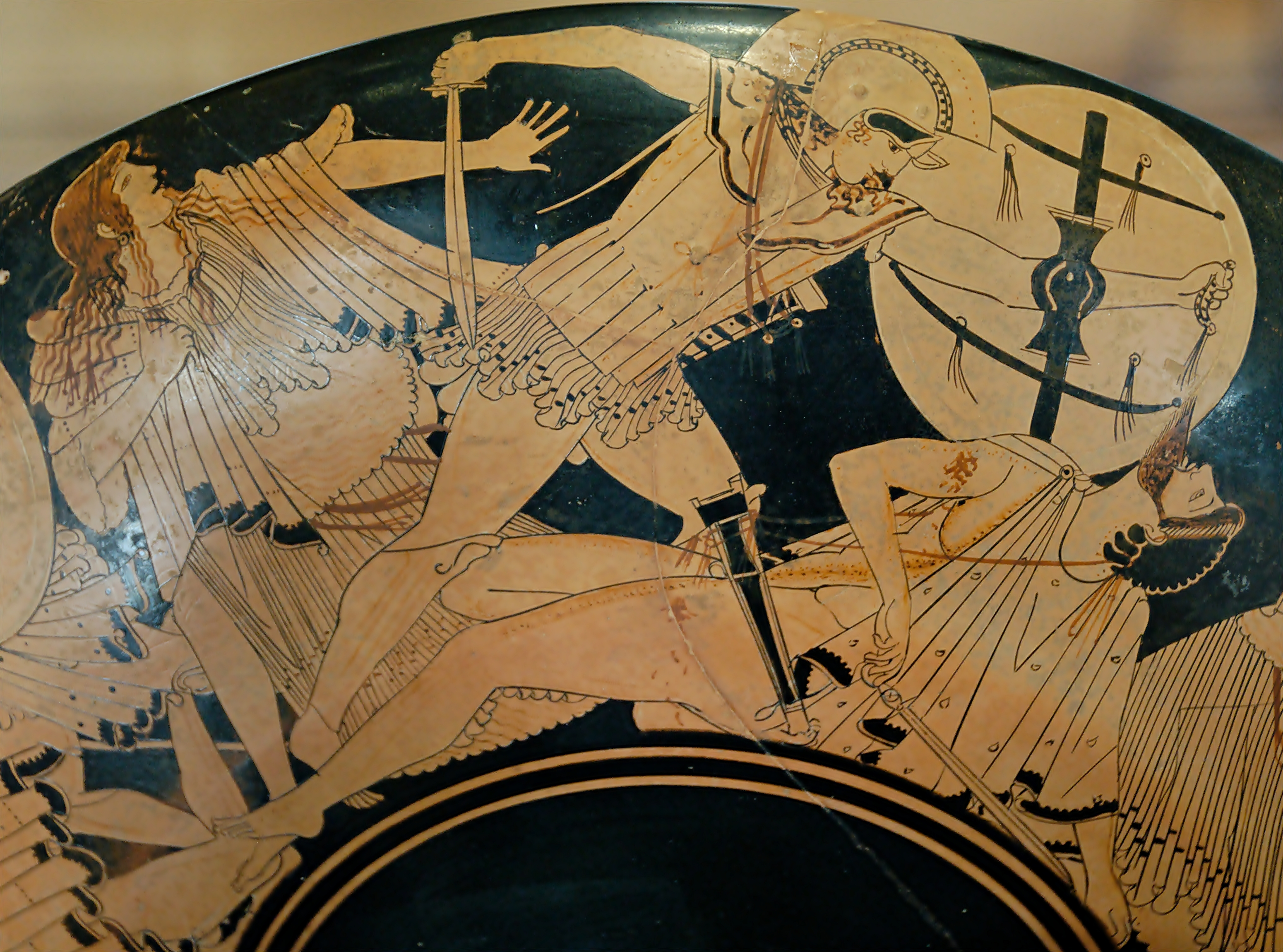
Roodfigurige vaas uit Vulci (beschilderd door Brygos, ca. 490 v.o.t.): Hekabe (links) is getuige hoe Neoptolemos haar man Priamos doodt.

Hekabe of Hecabe (Grieks: Ἑκάβη, Latijn: Hecuba) was in de Griekse mythologie de koningin van Troje. Zij was de hoofdvrouw van koning Priamos en had negentien kinderen met hem, waaronder Hektor, Paris en Kassandra. Door de Trojaanse Oorlog verloor de trotse vrouw haar echtgenoot en kinderen en werd ze afgevoerd in slavernij. Zo werd Hekabe in de oudheid een symbool van diepe smart.

## Ilias
Homeros laat Hekabe zes keer optreden in zijn Ilias. Beroemde episodes zijn die waarin ze Hektor smeekt niet met Achilles te vechten (XXII.86) en haar weeklacht nadat hij gesneuveld is (XXIV.748-759). Even voordien noemt ze Achilles een hardvochtig man wiens lever ik zou willen klemmen tussen mijn tanden en eten (XXIV.210).

## Euripides
Bij Euripides was Hekabe het hoofdpersonage van twee integraal bewaarde stukken. In Trojaanse vrouwen vertelt hij hoe ze in slavernij wordt afgevoerd door Odysseus. De andere tragedie, Hekabe, vertelt hoe ze ook haar laatste kinderen Polyxena en Polydoros verliest en hoe ze gruwelijk wraak neemt op Polymestor, de moordenaar van Polydoros (ze doodt zijn twee zonen en steekt zijn ogen uit). Agamemnon stelt haar in het gelijk en straft de blinde Polymestor. Die voorspelt haar dan een sinister einde (verandering in een hond en verdrinking).

## Ovidius
In de Metamorphoses van Ovidius loopt het verhaal van Hekabe grotendeels gelijk met de versie van Euripides, met als voornaamste verschil dat ze na de moord op Polymestor onmiddellijk metamorfoseert tot een grommende hond.

## Doorwerking
Ploutarchos vertelt hoe de meedogenloze tiran Alexandros van Ferai tijdens een toneelopvoering vergeefs de tranen probeerde te verbergen die hij stortte om het leed van Hekabe (Moralia, 334a-b). Ook in Europa bleef Hekabe de belichaming van een rouwende moeder en vrouw, een oorlogsslachtoffer dat eens alles had en dan niets meer. Dante vermeldt dat het verdriet om de lijken van haar laatste dode kinderen haar geest zozeer had verwrongen dat ze was beginnen blaffen als een hond (Inferno, XXX.13-20). Shakespeare laat Hamlet een bespiegeling maken over treurspelen wanneer een acteur om haar in huilen uitbarst: What's Hecuba to him or he to Hecuba / That he should weep for her?

## Antieke bronnen
- Homeros, Ilias (boeken 6, 22 en 24)
- Euripides, Hekabe
- Euripides, Trojaanse vrouwen
- Vergilius, Aeneis III.19-68
- Ovidius, Metamorphoses XIII.423-571
- Solinus, De vita Caesarum X.22
- Lactantius, Divinae institutions I.22
- Pomponius Mela, De chorographia II.26

- Bibliothèque nationale de France: cb14629837w (data)
- Gemeinsame Normdatei: 142076430
- Library of Congress Control Number: no2014085140
- Nationale Bibliotheek van Israël: 987011060828105171
- Système universitaire de documentation: 125085400
- Virtual International Authority File: 155536230
- WorldCat: E39PCjrhc8YcRtmr836mFBP4v3